# 山本雄大
山本 雄大（やまもと ゆうだい、英:YAMAMOTO Yudai、1983年3月4日 - ）は、京都府相楽郡木津町（現：木津川市）出身 のサッカー審判員。プロフェッショナルレフェリー、VARおよびAVAR担当審判員。

## 来歴
京都府立城陽高等学校時代には国体に出場。高校卒業後は自衛隊に入隊した。自衛隊脱隊後、2007年にJFAレフェリーカレッジへ4期生として入学。同カレッジでは、通常2年目に1級昇格審査を受けるが、実力が認められ1年目での受験となり、合格した。
2009年よりJ2主審として登録され、2010年にJ1主審に昇格した。当時27歳はJ1で主審を務める者の中では最年少であった（2018年現在では荒木友輔など、当時の山本より若い主審が複数存在する）。2011年1月より国際サッカー連盟 (FIFA) の国際主審として登録され、2014年1月13日に国立競技場で行われた第92回全国高等学校サッカー選手権大会決勝では主審を務めた。2015年からは協会のプロフェッショナルレフェリーを務めている。2023年限りで国際審判員登録から外れた。

## 経歴
- 1級審判員登録：2008年1月[5]
- Jリーグ(J1)初主審：2010年4月25日 湘南ベルマーレ対ベガルタ仙台戦（平塚競技場）
- Jリーグ(J2)初主審：2009年3月25日 FC岐阜対ザスパ草津戦（岐阜メモリアルセンター長良川競技場）
- Jリーグ(J3)初主審：2016年6月26日 大分トリニータ対ブラウブリッツ秋田戦（大分銀行ドーム）
- Jリーグ(カップ戦)初主審：2010年3月31日 FC東京対名古屋グランパス戦（国立競技場）

## 議論を呼んだ判定
2019年5月17日 J1第12節・浦和レッズ vs 湘南ベルマーレ（埼玉スタジアム2002）
この試合の前半31分、湘南MF杉岡大暉の放ったミドルシュートが必死で飛びついた浦和GK西川周作の左手をかすめて右ポストを叩き、跳ね返ったボールが左サイドネットを揺らして西川の手元に転がったように見えた。西川は失点を喫したことを悔しがるリアクションを示したが、山本はこれをノーゴールと判定しプレーを続行させた。
このプレーの判定をめぐり、湘南の選手・スタッフからの抗議により試合が7分間中断したほか、中継でこの試合を観戦していた現役選手らからも「これは誤審ではないか」との声が上がり、複数のメディアが試合直後から「大誤審」と報じた。この試合を現地で観戦していたJリーグチェアマンの村井満も試合後に「私の見ている席からもゴールを割っていたように見えた」「ゴールライン・テクノロジーも先行して導入していくことも議論していかないといけない」と述べている。
日本サッカー協会 (JFA) は2019年5月20日に開いた臨時の審判委員会において、この判定を「誤審」と認めた上で山本とゴール側の副審（副審2）を務めていた川崎秋仁に「試合割り当て停止2週間」、もう一方の副審（副審1）を務めた中野卓および第４の審判員を務めた熊谷幸剛に「試合割り当て停止1週間」の処分をそれぞれ下すとともに、8月以降のJ1リーグ戦での追加副審（ゴール付近の判定を補助する副審）の導入を検討することとなった。今後、山本ら4人の審判員は再発防止のため協会の定めるプログラムを受講する。なお、山本自身は6月14日に行われた川崎 - 札幌戦で復帰している。
なお、Jリーグ（Jリーグメディアプロモーション）が制作し、試合中の判定について毎週検証しているインターネット番組動画コンテンツ「Jリーグジャッジリプレイ」では、2019年5月21日配信分でこの判定を取り上げ、試合の現場ではビデオ・アシスタント・レフェリー (VAR) 以外の映像確認が禁止されていることを踏まえた上で、Jリーグ副チェアマンの原博実が「両チームの普通ではない反応を基に、やはりゴールと認め判定を変える勇気も必要では」と質したのに対し、JFAトップレフェリーグループシニアマネジャーの上川徹が「確証がない限り印象だけでは判定を覆せない」と反論している。
山本自身はこの試合を振り返り「主審である自分の責任」とした上で、ハーフタイム終了時点で誤審を察知して「自分の主審人生は終わった」と思い、とにかく残り45分をやり切ることに集中した為、「後半のことはあまり覚えていない」と語っている。また、処分期間中はJFA審判委員会国際・Jリーグ審判デベロプメントシニアマネジャーの扇谷健司に復帰プログラムから精神面までサポートを受けて復帰できたものの、シーズン終了までは「ミスしたくない気持ち」との葛藤があったことを明かしている。また、VARが1年前倒しでの導入が決まったことに対して「自分がきっかけを作ってしまった」と自責の念を述べている。
2023年4月8日 J2第8節・FC町田ゼルビア vs ブラウブリッツ秋田（町田GIONスタジアム）
この試合の前半8分、秋田FW青木翔大がピッチのほぼ中央からロングシュートを放ち、町田GKポープ・ウィリアムの手をかすめてゴールラインの向こう側に落下したように見えたが、主審の山本と第2副審の坊薗真琴はゴールラインを割ったことが確認できなかったとしてゴールを認めなかった。
この判定について、JFA審判委員会が同年4月26日に実施したメディアブリーフィングにおいて、審判委員長の扇谷健司「映像から見ると得点すべきだと認めなければいけないと思っている」と誤審を認めた上で、JFA審判マネジャーJリーグ担当統括の東城穣が「（主審がゴールから離れ、副審がゴールライン上に間に合わず）見極めが非常に困難な事象であることは十分理解している」としつつ、「（副審が）ゴールライン上にいなくても得点かどうかを判定できる可能性はある」と説明した。

## 出場記録
| 国内大会個人成績 | 国内大会個人成績 | 国内大会個人成績 | 国内大会個人成績 | 国内大会個人成績 | 国内大会個人成績 | 国内大会個人成績 | 国内大会個人成績 | 国内大会個人成績 | 国内大会個人成績 | 国内大会個人成績 |
| 年度             | J1               | J1               | J2               | J2               | J3               | J3               | リーグ杯         | リーグ杯         | 天皇杯           | 天皇杯           |
| 年度             | 主審             | 副審             | 主審             | 副審             | 主審             | 副審             | 主審             | 副審             | 主審             | 副審             |
| ---------------- | ---------------- | ---------------- | ---------------- | ---------------- | ---------------- | ---------------- | ---------------- | ---------------- | ---------------- | ---------------- |
| 2009             | 0                | 0                | 18               | 0                | -                | -                | 0                | 0                | 1                | 0                |
| 2010             | 10               | 0                | 13               | 0                | -                | -                | 3                | 0                | 3                | 0                |
| 2011             | 13               | 0                | 8                | 0                | -                | -                | 1                | 0                | 1                | 0                |
| 2012             | 14               | 0                | 7                | 0                | -                | -                | 1                | 0                | 3                | 0                |
| 2013             | 12               | 0                | 7                | 0                | -                | -                | 3                | 0                | 4                | 0                |
| 2014             | 14               | 0                | 8                | 0                | 0                | 0                | 2                | 0                | 4                | 0                |
| 2015             | 15               | 0                | 11               | 0                | 0                | 0                | 5                | 0                | 3                | 0                |
| 2016             | 22               | 0                | 4                | 0                | 3                | 0                | 3                | 0                | 3                | 0                |
| 2017             | 18               | 0                | 8                | 0                | 0                | 0                | 5                | 0                | 4                | 0                |
| 2018             | 19               | 0                | 9                | 0                | 0                | 0                | 7                | 0                | 3                | 0                |
| 2019             | 19               | 0                | 6                | 0                | 0                | 0                | 2                | 0                | 2                | 0                |
| 2020             | 19               | 0                | 9                | 0                | 0                | 0                | 1                | 0                | 1                | 0                |
| 2021             | 19               | 0                | 4                | 0                | 0                | 0                | 2                | 0                | 3                | 0                |
| 2022             | 14               | 0                | 5                | 0                | 0                | 0                | 4                | 0                | 1                | 0                |
| 2023             | 17               | 0                | 4                | 0                | 0                | 0                | 3                | 0                | 2                | 0                |
| 2024             | 22               | 0                | 1                | 0                | 0                | 0                | 3                | 0                | 3                | 0                |
| 通算             | 247              | 0                | 122              | 0                | 3                | 0                | 45               | 0                | 42               | 0                |

- VAR、AVAR、AAR（追加副審）

| 国内大会個人成績 | 国内大会個人成績 | 国内大会個人成績 | 国内大会個人成績 |
| 年度             | VAR              | AVAR             | AAR              |
| ---------------- | ---------------- | ---------------- | ---------------- |
| 2016             | -                | -                | 4                |
| 2017             | -                | -                | 2                |
| 2018             | -                | -                | 1                |
| 2019             | 0                | 0                | 1                |
| 2020             | 1                | 0                | -                |
| 2021             |                  |                  | -                |
| 通算             | 1                | 0                | 8                |

- 日本フットボールリーグ(JFL)

| JFL個人成績 | JFL個人成績 | JFL個人成績 |
| 年度        | 主審        | 副審        |
| ----------- | ----------- | ----------- |
| 2008        | 11          | 1           |
| 2009        | 4           | 0           |
| 通算        | 15          | 1           |

- その他の国内公式戦
  - 全国高等学校サッカー選手権 (2008〜2013)
  - 全日本大学サッカー選手権 (2011)
  - 富士ゼロックススーパーカップ (2015)
  - J2・J3入れ替え戦(2015、2016)

### 国際試合

#### AFCチャンピオンズリーグ
| 国際大会個人成績 | 国際大会個人成績 | 国際大会個人成績 | 国際大会個人成績 | 国際大会個人成績 |
| 年度             | ACL/ACLE         | ACL/ACLE         | ACL予選          | ACL予選          |
| 年度             | 主審             | 副審             | 主審             | 副審             |
| ---------------- | ---------------- | ---------------- | ---------------- | ---------------- |
| 2014             | 1                | 0                | 0                | 0                |
| 2015             | 2                | 0                | 1                | 0                |
| 2016             | 2                | 0                | 1                | 0                |
| 2017             | 0                | 0                | 0                | 0                |
| 2018             | 0                | 0                | 1                | 0                |
| 2019             | 1                | 0                | 1                | 0                |
| 2020             | 0                | 0                | 1                | 0                |
| 2021             | 0                | 0                | 0                | 0                |
| 2022             | 0                | 0                | 0                | 0                |
| 2023-24          | 0                | 0                | 0                | 0                |
| 通算             | 6                | 0                | 5                | 0                |

- その他の国際試合
  - 中国FAカップ (2011)
  - エクストラクラサ(ポーランド) (交流プログラム)(2013)
  - Aリーグ (交流プログラム)(2015)
  - ワールドカップアジア予選 (2015)
  - AFCカップ (2018)

## 決勝担当
| 開催年月日     | 大会                                       | 対戦カード       | 対戦カード         | 結果 | 会場                       | 担当  |
| -------------- | ------------------------------------------ | ---------------- | ------------------ | ---- | -------------------------- | ----- |
| 2010年11月3日  | 2010 Jリーグヤマザキナビスコカップ         | ジュビロ磐田     | サンフレッチェ広島 | 5-3  | 国立競技場                 | 第4審 |
| 2011年11月19日 | 中国FAカップ                               | 山東魯能         | 天津泰達           | 1-2  | 済南奥林匹克体育中心       | 主審  |
| 2012年1月1日   | 第91回天皇杯全日本サッカー選手権大会       | 京都サンガFC     | FC東京             | 2-4  | 国立競技場                 | 第4審 |
| 2012年1月5日   | 第60回全日本大学サッカー選手権大会         | 専修大学         | 明治大学           | 3-0  | 国立競技場                 | 主審  |
| 2013年11月10日 | タイFAカップ                               | バンコク・グラス | ブリーラム         | 1-3  | タンマサート・スタジアム   | 主審  |
| 2014年1月13日  | 第92回全国高等学校サッカー選手権大会       | 富山第一         | 星稜               | 3-2  | 国立競技場                 | 主審  |
| 2014年12月13日 | 第94回天皇杯全日本サッカー選手権大会       | ガンバ大阪       | モンテディオ山形   | 3-1  | 国立競技場                 | 第4審 |
| 2015年12月6日  | J2・J3入れ替え戦                           | 大分トリニータ   | 町田ゼルビア       | 0-1  | 大分銀行ドーム             | 主審  |
| 2017年1月1日   | 第96回天皇杯全日本サッカー選手権大会       | 鹿島アントラーズ | 川崎フロンターレ   | 2-1  | 市立吹田サッカースタジアム | 第4審 |
| 2018年12月9日  | 天皇杯 JFA 第98回全日本サッカー選手権大会  | 浦和レッズ       | ベガルタ仙台       | 1-0  | 埼玉スタジアム2002         | 主審  |
| 2022年10月22日 | 2022年 JリーグYBCルヴァンカップ            | セレッソ大阪     | サンフレッチェ広島 | 1-2  | 国立競技場                 | 主審  |
| 2024年2月17日  | FUJIFILM SUPER CUP 2024                    | ヴィッセル神戸   | 川崎フロンターレ   | 0-1  | 国立競技場                 | VAR   |
| 2024年11月23日 | 天皇杯 JFA 第104回全日本サッカー選手権大会 | ガンバ大阪       | ヴィッセル神戸     | 0-1  | 国立競技場                 | 主審  |

## 受賞歴
- 2008年 第10回日本フットボールリーグ優秀レフェリー賞

### 注記
1. ↑  この判定は、第二副審（ゴール寄りの副審）の川崎秋仁が「（ゴールに）入っていない」と無線で助言したのを受けて、最終的に主審の山本がノーゴールの判定を行ったものであるという[9]。